# Pierre Cottereau (directeur de la photographie)
Pierre Cottereau est un directeur de la photographie français.

## Filmographie
- 2000 : In extremis d'Étienne Faure
- 2000 : Regarde-moi (en face) de Marco Nicoletti
- 2004 : Brodeuses d'Éléonore Faucher
- 2004 : Clara et Moi d'Arnaud Viard
- 2005 : Journal IV de Mathieu Gérault
- 2006 : Les Fragments d'Antonin de Gabriel Le Bomin
- 2007 : La Part animale de Sébastien Jaudeau
- 2007 : Les Yeux bandés de Thomas Lilti
- 2007 : Survivre avec les loups de Véra Belmont
- 2007 : Tel père telle fille d'Olivier de Plas
- 2008 : Mascarades de Lyes Salem
- 2009 : Gamines d'Éléonore Faucher
- 2010 : Dans ton sommeil de Caroline du Potet et Éric du Potet
- 2010 : Djinns de Hugues Martin et Sandra Martin
- 2010 : Insoupçonnable de Gabriel Le Bomin
- 2011 : Café de Flore de Jean-Marc Vallée
- 2011 : Poupoupidou de Gérald Hustache-Mathieu
- 2012 : Adieu Berthe de Bruno Podalydès
- 2012 : Comme un homme de Safy Nebbou
- 2012 : Mariage à Mendoza d'Édouard Deluc
- 2013 : Eyjafjallajökull d'Alexandre Coffre
- 2014 : Bébé tigre de Cyprien Vial
- 2014 : L'Oranais de Lyes Salem
- 2014 : Le Père Noël d'Alexandre Coffre
- 2015 : En mai, fais ce qu'il te plaît de Christian Carion
- 2015 : Rosalie Blum de Julien Rappeneau
- 2016 : Le Voyage de Fanny de Lola Doillon
- 2017 : Gauguin : Voyage de Tahiti d'Édouard Deluc
- 2017 : Ôtez-moi d'un doute de Carine Tardieu
- 2018 : Une intime conviction d'Antoine Raimbault
- 2018 : Les Bonnes Intentions de Gilles Legrand
- 2019 : Le Chant du loup d'Antonin Baudry
- 2019 : Un vrai bonhomme de Benjamin Parent
- 2019 : Fourmi de Julien Rappeneau
- 2021 : Boîte Noire de Yann Gozlan
- 2022 : Une belle course de Christian Carion
- 2023 : Les Complices de Cécilia Rouaud
- 2023 : Salade Grecque
- 2023 : Polar Park de Gérald Hustache-Mathieu
- 2024 : CE2 de Jacques Doillon
- 2025 : Badh de Guillaume de Fontenay
- 2025 : De Gaulle d'Antonin Baudry